# Отто Зонненхольцнер
Отто Рамон Зонненхольцнер Спер (ісп. Otto Ramón Sonnenholzner Sper; нар. 19 березня 1983, Гуаякіль) — еквадорський державний і політичний діяч, віце-президент Еквадору (2018—2020).

## Біографія
Отто народився в Гуаякілі 19 березня 1983 року в родині Рамона Зонненхольцнера та Рози Єлени Спер. Він має німецьке та ліванське походження. Вивчивши соціальні науки, комунікації та міжнародну економіку в Еквадорі, Німеччині та Іспанії, він став спікером та генеральним директором радіо «Тропікана», а потім президентом Еквадорської асоціації радіомовлення (AER). Викладав в Університеті Гуаякіля.
Після відставки Марії Алехандри Вікуньї у грудні 2018 року на пропозицію президента Леніна Морено Національна асамблея Еквадору довірила йому посаду віце-президента.
7 липня 2020 року Отто пішов з посади віце-президента Еквадору через спалах пандемії коронавірусу в 2019-2020 роках у Гуаякілі. Він залишив посаду в розпал кількох корупційних скандалів, що торкнулися адміністрації Морено.
Він підписав Мадридську хартію, документ, розроблений ультраправою іспанською партією "Голос", в якому комуністичні групи описуються як вороги Іберо-Америки, залучені до "злочинного проекту", що знаходяться "під егідою кубинського режиму".
У період з 2022 до 2023 року він переїхав до США, де отримав ступінь магістра державного управління в Гарвардському університеті. Після політичної кризи 2023 року Зонненхольцнер був висунутий на пост президента Еквадору на виборах 2023 коаліцією під назвою Actuemos, що складається з партій «Авансу» і «Єдине суспільство плюс дія». У першому турі виборів він отримав лише 7,09% голосів.

## Особисте життя
Має трьох дітей від дружини Клаудії Салем Баракат.